# Heteropogon cirrhatus
Heteropogon cirrhatus is een vliegensoort uit de familie van de roofvliegen (Asilidae). De wetenschappelijke naam van de soort is voor het eerst geldig gepubliceerd in 1877 door Carl Robert Osten-Sacken.